# Eriborus
Eriborus är ett släkte av steklar som beskrevs av Förster 1869. Eriborus ingår i familjen brokparasitsteklar.

## Dottertaxa tillEriborus, i alfabetisk ordning[1][2]
- Eriborus achalicus
- Eriborus acutulus
- Eriborus agraensis
- Eriborus anomalus
- Eriborus applicitus
- Eriborus argenteopilosus
- Eriborus arisanus
- Eriborus australis
- Eriborus braccatus
- Eriborus buddha
- Eriborus canus
- Eriborus cryptoides
- Eriborus dorsalis
- Eriborus eariasi
- Eriborus epiphyas
- Eriborus erythrogaster
- Eriborus eutectonae
- Eriborus exareolatus
- Eriborus furvus
- Eriborus gardneri
- Eriborus hirosei
- Eriborus iavilai
- Eriborus loculosus
- Eriborus mandibularis
- Eriborus molestae
- Eriborus niger
- Eriborus nigriabdominalis
- Eriborus obscuripes
- Eriborus obscurus
- Eriborus pallipes
- Eriborus perfidus
- Eriborus pilosellus
- Eriborus platyptiliae
- Eriborus pleuroptyae
- Eriborus pomonellae
- Eriborus regulator
- Eriborus ricini
- Eriborus rubriventris
- Eriborus rufopictus
- Eriborus ryukyuensis
- Eriborus samuelsoni
- Eriborus shenyangensis
- Eriborus similis
- Eriborus sinicus
- Eriborus spinipes
- Eriborus stipitatus
- Eriborus terebrans
- Eriborus terebrator
- Eriborus tibialis
- Eriborus trochanteratus
- Eriborus tutuilensis
- Eriborus variegatus
- Eriborus vulgaris